# Jean Ier (évêque de Maguelone)
Pour les articles homonymes, voir Jean Ier.
Jean Ier était évêque de Maguelone à la fin du VIIIe siècle.

## Biographie
Il est mentionné en 791 au concile de Narbonne, chargé de condamner l'hérésie de l'évêque d'Urgell, Félix, et de discuter des limites des diocèses d'Elne et de Béziers.
Il est, selon les auteurs, remplacé par Ricuin Ier ou Stabellus.